# Le Procès (Stargate)
Pour les articles homonymes, voir Procès (homonymie).
Le Procès est un épisode de la série télévisée Stargate SG-1. C'est le seizième épisode de la saison 1.

## Scénario
SG-1 arrive par la porte, au milieu d'un village déserté depuis très peu de temps (il y a par exemple un plat en train de cuire). Teal'c affirme être déjà venu ici en tant que primat d'Apophis afin de sélectionner des personnes pour en faire des hôtes. Constatant le peu d'enthousiasme à leur arrivée (ils ne voient personne), O'Neill ordonne d'entrer dans le bâtiment principal du village. À l'intérieur, ils se font encercler par des villageois armés d'arbalètes. O'Neill parvient à calmer le jeu et tout le monde baisse son arme. Le chef du groupe, Hanno, dévisage longuement chacun d'entre eux et arrivé à Teal'c, il le met en joue et affirme qu'il a tué son père. Ses compagnons parviennent à le convaincre de ne pas le tuer et Hanno décide de convoquer un Cor-Ai (un procès).
Alors que les autres villageois ressortent des bois alentour, Hanno s'approche d'une femme âgée. Elle dit à O'Neill de partir mais Teal'c doit rester afin de subir le Cor'Ai. Hanno s'approche de Teal'c et arrive à lui rappeler qui était son père, un homme ayant perdu une jambe. Le jaffa est ensuite enfermé en l'attente de son Cor-Ai, qui se tiendra le lendemain.
Sitôt les gardes partis de la prison, O'Neill commence à échafauder un plan pour emmener Teal'c et repartir dans la foulée par la porte. Mais Teal'c refuse et veut subir son procès malgré le fait que l'accusateur ait déjà avoué l'avoir condamné.
Le procès s'ouvre ensuite. O'Neill a accepté d'être « la voix » de Teal'c (son avocat) mais c'est un procès étrange qui s'ouvre : ce n'est pas à l'accusateur de prouver la culpabilité mais à l'accusé de prouver son innocence. De plus, l'accusateur cumule les fonctions de juge et de procureur. Quand O'Neill s'en aperçoit, il proteste vivement pour que l'on remplace Hanno, le fils de celui que Teal'c a tué, par quelqu'un d'autre. Mais la vieille femme lui rétorque que « seule la personne qui a souffert peut évaluer la douleur qui lui a été infligé ».
Au cours du procès, Teal'c avoue sans ambiguïté que c'est bien lui qui a tué le père d'Hanno, bien qu'O'Neill lui ait dit de se taire. Pendant une interruption de séance, O'Neill lui demande ce qui s'est passé : Apophis lui avait donné l'ordre de le tuer. Et maintenant Teal'c veut subir les conséquences de l'ensemble de ses actes sous les ordres d'Apophis lors de ce procès. À la reprise de séance, Jackson veut essayer de minimiser la peine car Teal'c a déjà plaidé coupable en avouant.
O'Neill appelle Jackson à témoigner de son histoire avec Sha're, que Teal'c l'a choisi au hasard pour être l'hôte d'un Goa'uld. Ensuite, c'est au tour de Teal'c de témoigner : il raconte la libération des prisonniers sur Chulak au moment où il s'est retourné contre Apophis.
De retour en prison, Jackson demande des précisions sur le jour où Teal'c tua le père d'Hanno. Le jaffa lui explique qu'Apophis lui a ordonné d'en tuer un pour que les autres obéissent. Carter et Jackson veulent utiliser cet élément dans la défense, mais O'Neill décide de repartir sur Terre demander des renforts afin d'amener suffisamment de puissance de feu pour dissuader les villageois.
Nouvelle séance du procès, Jackson expose son raisonnement : Teal'c a choisi de tuer le père d'Hanno à cause de son handicap, car il ralentissait tout le groupe dans leur fuite des sélections des Goa'ulds. Ce que réfute Hanno : les bonnes actions présentes et futures de Teal'c n'effacent pas ses mauvaises actions passées. Il le condamne alors à être tué par son arme le lendemain.
Sur Terre, le général Hammond argue du fait qu'il n'est pas question d'interférer dans des affaires extérieures aux États-Unis ; même si, à titre personnel, il interviendrait aussi, ses supérieurs ne sont pas de cet avis. O'Neill demande à ce qu'Hammond appelle le président mais ce dernier confirme l'ordre.
De retour sur Cartago, Carter et O'Neill trouvent le village en cendres et se cachent immédiatement quand ils entendent des jaffas. Carter se fait repérer mais O'Neill parvient à tuer le jaffa. Hanno décide de faire une sortie afin d'attirer les jaffas vers la forêt. Il a alors la surprise d'être aidé par O'Neill. Un groupe de jaffas entre dans le bâtiment où se trouvent Jackson et Teal'c avec un groupe de villageois. L'un des jaffas repère immédiatement Teal'c et se prépare à l'exécuter mais Teal'c se libère et le tue. Dans la fusillade qui suit, il est blessé alors qu'il protège un groupe d'enfants. O'Neill arrive pour le sauver.
Teal'c se relève et se dirige vers Hanno pour se faire exécuter. Ce dernier se parjure alors, déclarant que sa mémoire est défaillante et qu'il n'est pas le même homme. Il dit ensuite à O'Neill d'emmener son ami chez lui.

## Distribution
- Richard Dean Anderson : Jack O'Neill
- Amanda Tapping : Samantha Carter
- Christopher Judge : Teal'c
- Michael Shanks : Daniel Jackson
- Don S. Davis : George Hammond
- Peter Willams : Apophis
- David McNally : Hanno
- Devon Finn : Hanno (jeune)
- Paulina Gillis : Byrsa Woman
- Christina Jastrzembska : Female Elder
- Kirby Morrow : Soldat
- Michasha Armstrong : Shak'l